# Zimowla
Zimowla – okres zimowania u pszczół. Zawiera się między ostatnim jesiennym a pierwszym wiosennym oblotem. W okresie zimowania pszczoły opuszczają ul tylko dla lotów oczyszczających w wyjątkowo pogodne i ciepłe dni, kiedy temperatura bezpośrednio przed wylotami dochodzi do około +10 °C.